# Tomasz Chomiszczak
Tomasz Jan Chomiszczak (ur. 1965) – polski romanista, literaturoznawca, doktor habilitowany nauk humanistycznych, profesor uczelni Uniwersytetu Pedagogicznego im. Komisji Edukacji Narodowej w Krakowie i Uczelni Państwowej im. Jana Grodka w Sanoku.

## Życiorys

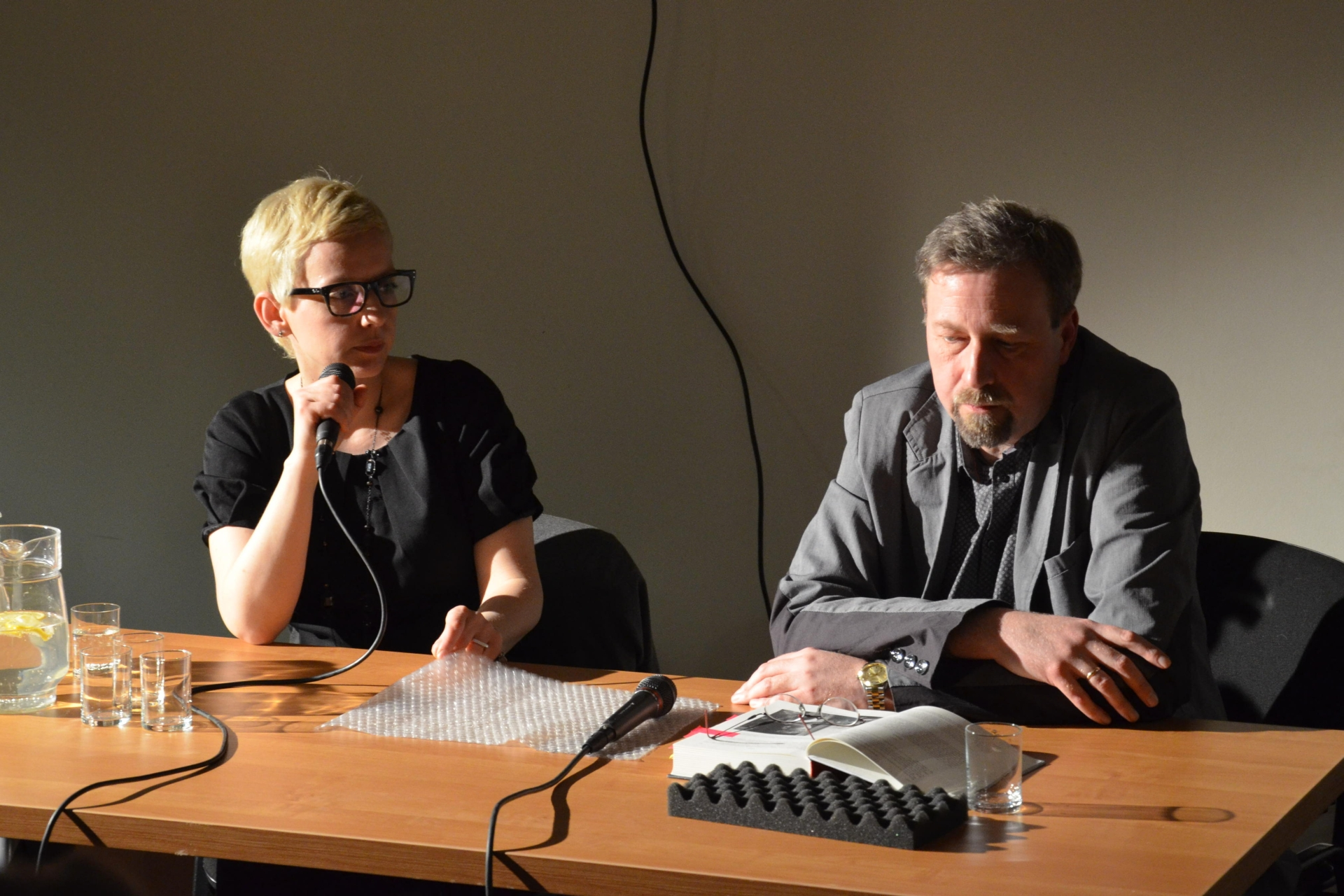
Magdalena Grzebałkowska i Tomasz Chomiszczak (2014)

Urodził się w 1965. Absolwent I Liceum Ogólnokształcącego im. Komisji Edukacji Narodowej w Sanoku z 1983 (w jego klasie był Waldemar Szybiak). W 1988 ukończył studia filologii romańskiej w Wyższej Szkole Pedagogicznej im. Komisji Edukacji Narodowej w Krakowie. W latach 90. był pracownikiem Sanockiego Domu Kultury (działającym w budynku przy ul. Adama Mickiewicza 24) był tam animatorem Teatru Sześciu Kątów, prowadzącym „Fajfy Literackie” i organizatorem corocznego cyklu „Metamorfozy”. Organizator „Czwartków Literackich w Sanoku”. Na Wydziale Humanistycznym krakowskiej WSP w 1997 otrzymał stopień naukowy doktora nauk humanistycznych w zakresie literaturoznawstwa na podstawie rozprawy doktorskiej pt. L’univers théâtral dans les drames et dans la prose de Jean Genet. Został wykładowcą w Instytucie Społeczno-Artystycznym Państwowej Wyższej Szkole Zawodowej im. Jana Grodka w Sanoku, gdzie w latach 2003-2005 pełnił funkcję prorektora ds. dydaktyki, a w 2012 bez powodzenia ubiegał się o stanowisko rektora. Pozostał pracownikiem powyższej jednostki po przemianowaniu PWSZ na Uczelnię Państwową im. Jana Grodka w Sanoku (2019). W macierzystej uczelni (przemianowanej na Uniwersytet Komisji Edukacji Narodowej w Krakowie) 22 września 2016 na Wydziale Filologicznym uzyskał habilitację w dziedzinie nauk humanistycznych, dyscyplinie literaturoznawstwo i w specjalności historia literatury XX i XXI wieku na podstawie oceny całego dorobku naukowego i pracy pt. Dwie monografie (druki zwarte) związane z dorobkiem literacko-naukowym Mariana Pankowskiego: „Mistrz ceremonii. Marian Pankowski – od filologii do rytuału” i „Lekcje mistrzowskie. Artykuły brukselskie o literaturze”. Został profesorem nadzwyczajnym i profesorem uczelni w Katedrze Literatur Francuskiego Obszaru Językowego w ramach Instytutu Neofilologii na Wydziale Humanistycznym UP w Krakowie.
Jego prace o charakterze krytyki literackiej publikowano w „Pracach Romanistycznych III”, „Kwartalniku Neofilologicznym”, „Przeglądzie Humanistycznym”, „Literaturze na Świecie”, a felietony na łamach „Tygodnika Sanockiego” i „Kuriera Podkarpackiego”. Autor artykułów drukowanych w „Zeszytach Archiwum Ziemi Sanockiej” oraz w tomach „Rocznika Sanockiego” i członek komitetu redakcyjnego tego periodyku. Redaktor naczelny pisma „Acta Pancoviana”. Współredaktor „Zeszytów Naukowych PWSZ”.
Autor wielu prac naukowych, w tym redaktor publikacji dotyczących artystów sanockich: Kalmana Segala, Marian Pankowskiego, Zdzisława Beksińskiego, Władysława Szulca.
Zainteresowania naukowe i badawcze: współczesne piśmiennictwo frankofońskie, literackie przekłady współczesnej dramaturgii francuskojęzycznej) oraz zagadnienie pogranicza rozumianego zarówno jako kategoria kulturowa (obszary kresowe), jak i artystyczno-estetyczna (korespondencja sztuk, komparatystyka, intertekstualność, gatunki „nieczyste”).
Trzykrotnie wyróżniony Nagrodą Miasta Sanoka: za rok 1994 (w dziedzinie literatury za literacki debiut), za rok 2011 (w dziedzinie kultura i sztuka w kategorii upowszechnianie kultury i sztuki), za rok 2016 (w kategorii twórczość artystyczna w zakresie literatury za całokształt twórczości).
W wyborach samorządowych 2006 startował z ramienia KW Platforma Obywatelska i uzyskał mandat radnego Rady Miasta Sanoka. Następnie w trakcie V kadencji Rady w latach 2006-2010 należał do Klubu Radnych „Razem”.
Żonaty od 1989 roku z Małgorzatą Chomiszczak, dwóch synów Krzysztof i Jan.

## Publikacje
- Sylviane Dupuis: Drugi upadek albo Godot, akt III. Po prostu być (2005, przekład)[19]
- Mistrz ceremonii Marian Pankowski - od filologii do rytuału (2014)[20]
- Wędrujące tożsamości. Trzy studia o migracjach literackich we francuskojęzycznej Belgii (2020, współautorzy: Agnieszka Kukuryk, Przemysław Szczur)[6]